# Tchitrec roux
Terpsiphone cinnamomea
Espèce
Statut de conservation UICN

 LC  : Préoccupation mineure
Le Tchitrec roux (Terpsiphone cinnamomea) est une espèce d'oiseaux de la famille des Monarchidae.
Cette espèce est endémique des Philippines. Elle se rencontre à Mindanao, à Samar et aux îles Sulu.